# Crónica de la eternidad
Crónica de la eternidad es el título de un libro publicado en 2012 por Christian Duverger, antropólogo, arqueólogo e historiador francés y mexicano, director de estudios en la École des Hautes Études en Sciences Sociales. Plantea la hipótesis de que el autor de la Historia verdadera de la conquista de la Nueva España, libro escrito y editado en el siglo XVI y atribuido desde entonces a Bernal Díaz del Castillo, no fue escrito por el soldado cronista que acompañó a Hernán Cortés en la gesta de la conquista de México, sino por el mismo capitán general, poco tiempo antes de su muerte el 2 de diciembre de 1547.

## Sinopsis
Bernal Díaz del Castillo fue uno de los acompañantes de Hernán Cortés en la conquista de México. Al final de sus días en Guatemala, hacia 1568—con más de 80 años de edad y 45 años después de los acontecimientos—el antiguo soldado y protagonista de la gesta de Cortés, realizó a título personal y firmó como autor la reseña que más tarde sería llamada Historia verdadera de la conquista de la Nueva España, considerada hasta la fecha no solamente como la principal referencia de la conquista de Mesoamérica sino como una obra del más alto valor literario del Siglo de Oro de la literatura española. 
En su crónica, Díaz del Castillo da cuenta de una multitud de detalles de la conquista y del establecimiento de la Nueva España, de una forma que solo un testigo ocular y privilegiado pudo haber hecho y que un escritor portentoso pudo haber logrado. Bernal Díaz alcanza el propósito de un relato excepcional con la autenticidad de un testimonio de primera mano a los 84 años de edad.
Christian Duverger, quien tiene más de veinte años en el examen del tema de la conquista de México, plantea en su libro Crónica de la eternidad diversos cuestionamientos que ponen en tela de juicio la autoría de la Historia verdadera por parte del viejo soldado. No solamente la edad de quien firma como autor de la obra, sino una cercanía a los hechos algunas veces fuera de la lógica histórica, y también la historia personal del conquistador fallecido en 1584 en Santiago de Guatemala, es lo que da sustento al juicio de Duverger en el sentido de que Díaz del Castillo no pudo haber concebido y redactado la obra. El autor destaca, entre otro elementos, el hecho de no existir registro alguno de la presencia de Bernal Díaz durante las campañas militares de Cortés, echando por tierra la posibilidad de que conociera hasta los más mínimos detalles de la vida del conquistador. Tras discutir con cierta prolijidad estos elementos de análisis, el antropólogo e historiador concluye que el verdadero autor de la famosa obra clásica fue el propio Hernán Cortés, motivado principalmente por su exacerbado sentido de la trascendencia histórica y apoyado por una muy amplia cultura personal así como un profundo conocimiento de su época y teniendo cabal conciencia de la importancia de la epopeya que le tocó vivir y encabezar.

## Edición en línea de laHistoria verdadera de la conquista de la Nueva España
La fundación Biblioteca Virtual Miguel de Cervantes, proporciona por Internet la obra completa de Bernal Díaz del Castillo: 
- Historia verdadera de la conquista de la Nueva España (Tomo I)
- Historia verdadera de la conquista de la Nueva España (Tomo II)